# Pompeo D'Ambrosio
Pompeo d'Ambrosio nació en San Marco Evangelista (Provincia de Caserta, Reino de Italia) el 1 de enero de 1917 y falleció en Caracas (Venezuela) el 15 de abril de 1998. 
Muy conocido en la comunidad italiana de Caracas, fue promotor activo - a través de su actividad presidencial del Banco Latino- de muchos logros de empresarios italianos en Venezuela. 
Fue también responsable financiero del Deportivo Italia, en la época dorada del equipo balompédico de la colonia italiana (años sesenta y setenta), durante la llamada «gestión D'Ambrosio» junto con su hermano Mino.

## Vida
Pompeo d'Ambrosio vivió sus primeros años en Campagna, una ciudad cerca de Salerno, donde su tío paterno fue un alcalde que se distinguió por su ayuda a los judíos durante las persecuciones nazi

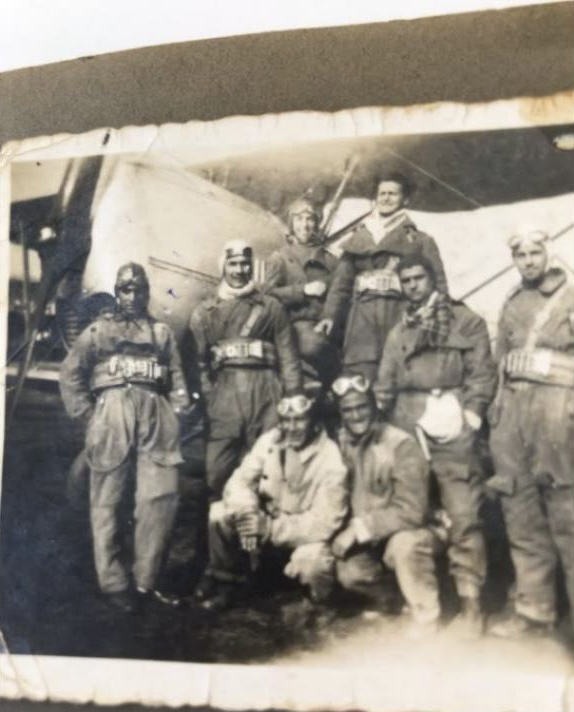
Pompeo d'Ambrosio (el segundo de pie a la izquierda de la foto) con su grupo de combate de pilotos italianos en 1938

En los años treinta estudió "Administración de Colonias" en la Universidad de Nápoles. 
Se inscribió como piloto de la Fuerza Aérea Italiana en 1938, pero fue dado de baja en 1940 debido a un ejercicio de «picado aereo» que lo dejó sangrando en las orejas. Se vio obligado a servir en el ejército italiano y se ofreció como voluntario para luchar en Egipto cuando comenzó la II Guerra Mundial. 
Durante los primeros tres años de la Segunda Guerra Mundial fue teniente del Ejército italiano ("Divisione Brescia") en el norte de África. 
Participó en la conquista de Tobruk (bajo las órdenes también de Rommel), pero quedó herido y fue hecho prisionero en la segunda batalla de El Alamein por lo que obtuvo la promoción a teniente coronel y una medalla al valor militar firmada por el mismo Mussolini. 

Pompeo d'Ambrosio después del final de la Segunda Guerra Mundial solía decir que tuvo suerte cuando fue dado de baja de la Fuerza Aérea, después de un ejercicio de "picado" con su avión de combate a principios de 1940 que dejó sus oídos sangrando (y por lo tanto no más apto para piloto): solía decir que habría muerto en combate aéreo durante la Segunda Guerra Mundial, como les sucedió a los otros siete pilotos de su grupo de la fuerza aérea (que se ven en la foto anexa). La razón: los aviones italianos no estaban a la altura de los poderosos aviones ("Spitfires", etc.) de los ingleses y -como él decía- se necesitaba "coraje suicida" y no "coraje normal" para emprender batallas contra los aviones Aliados con los "ataúdes voladores", como se apodaba a los antiguos aviones italianos. BD

A su regreso a Italia de un campo de concentración aliado en Egipto, en 1946 fundó con amigos en Salerno la sección local del Movimiento Social Italiano, partido de derecha italiano sucesivamente llamado Alleanza Nazionale y que desde 2022 gobierna Italia con el nombre "Fratelli d'Italia".
En 1947 se casó con Bice Merighi y tuvo dos hijos (Antonella y Bruno).

## Influencia en la comunidad italiana de Venezuela
En 1951 llegó a Venezuela donde empezó a trabajar como dirigente en el Banco Francés e Italiano (sucesivamente llamado Banco Latino) financiando la colectividad italiana de Venezuela. 

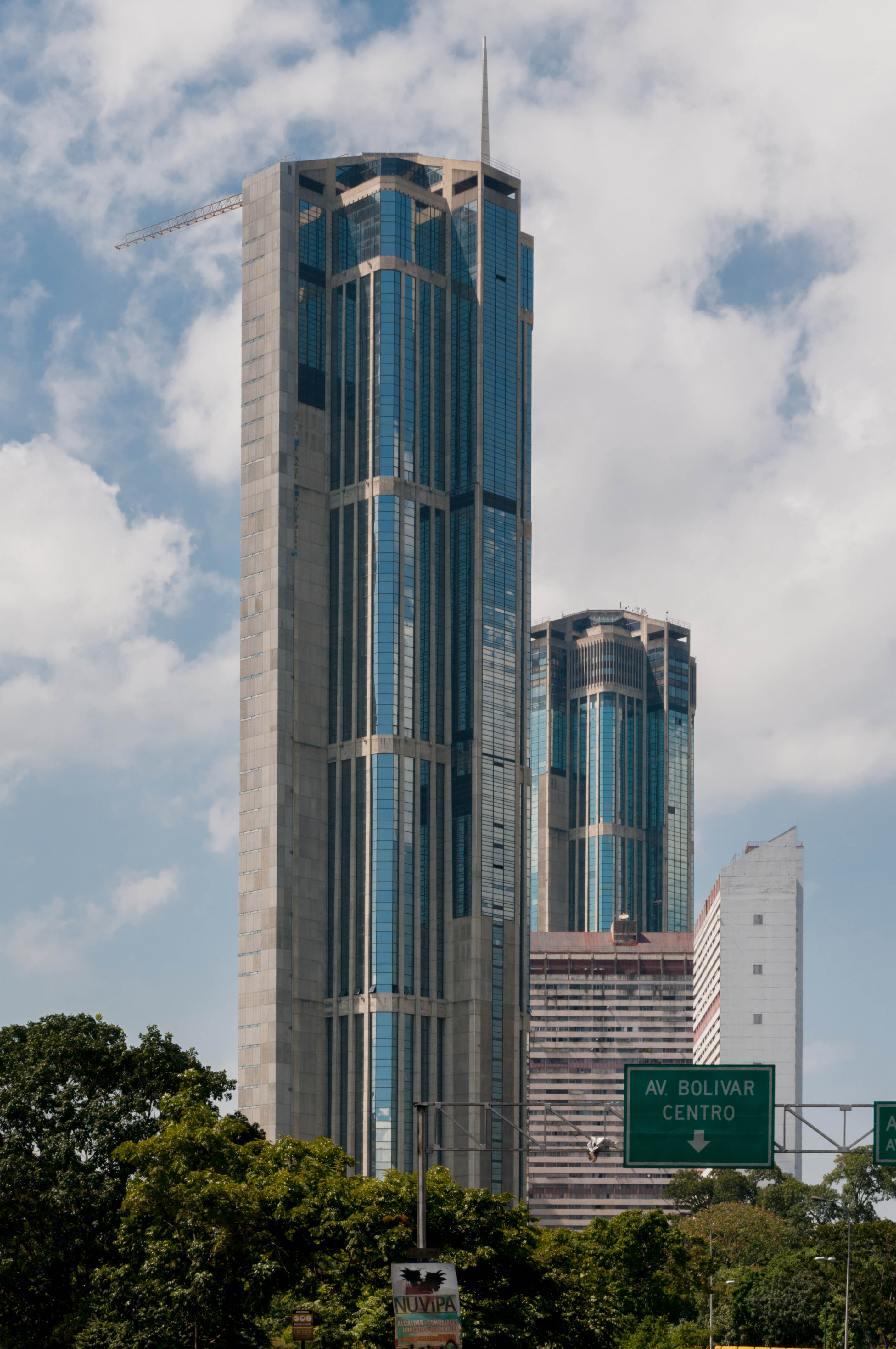
"Parque Central" rascacielos

Compañías de italianos de Venezuela, como Vinccler y Constructora Delpre (que hizo los rascacielos del Complejo Parque Central de Caracas, hasta 2010 los más altos de Suramérica), se beneficiaron de su apoyo y experiencia financiera para alcanzar niveles de primer plano en la economía venezolana.
Fue socio fundador de la Casa de Italia y del Centro Italo-Venezolano en Caracas, como también de otras organizaciones menores de ayuda social y asistencial a los italianos necesitados de Caracas y alrededores. Santander Laya-Garrido lo cita junto con otros italianos en Venezuela, en su libro Los Italianos forjadores de la nacionalidad y del desarrollo económico en Venezuela, como un ejemplo de rectitud y honestidad.
Esta honestidad lo llevó a intentar contrastar el ascenso dentro del Banco Latino de Pedro Tinoco y sus «Doce Apóstoles», pero el peso político de Tinoco (cuando fue nombrado presidente del Banco Central de Venezuela) lo obligó a dimitir en los años ochenta de sus funciones en este Banco. Una de las consecuencia fue el colapso del sistema económico privado del país por causa de la corrupción de Tinoco y sus "apostoles". Cuando se derrumbó en 1994 el Banco Latino, Pompeo D'Ambrosio fue aplaudido por la Asociación de Empleados del Banco, en su discurso final de acusación en contra de la corrupción de Tinoco y su Junta Directiva (Siro Febres-Cordero, etc..). Hasta hubo el canal televisivo 2 de Caracas que llegó a afirmar que en esa crisis se le "abrió la puerta" al ascenso al poder presidencial de Chávez.
Su mayor logro social en la comunidad italo-venezolana fue durante la «gestión D'Ambrosio» del Deportivo Italia (desde 1958 hasta 1978), cuando el fútbol empezó a tomar pie en Venezuela.

## La gestión D'Ambrosio y la época dorada del Deportivo Italia

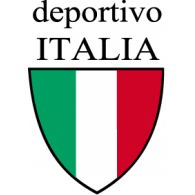
Pompeo D'Ambrosio participó en la creación del "logo" del Deportivo Italia

En 1958 Mino D'Ambrosio tomó el mando del Deportivo Italia y junto con su hermano Pompeo D'Ambrosio (que asesoró financieramente el equipo) hizo alcanzar al equipo los máximos galardones en el balompié venezolano.

Sin duda para Venezuela fue una bendición eniquecerse culturalmente con inmigrantes como los hermanos D'Ambrosio. Fueron ellos unos de los responsables de que en la década de los sesenta y setenta, con el Deportivo Italia como protagonista, Venezuela diera sus primeros pasos hacia la grandeza con logros futbolísticos realmente importantes. Javier Briceño

La «gestión D'Ambrosio» del equipo duró hasta 1978 y fue caracterizada por cuatro cetros nacionales y el famoso «Pequeño Maracanazo» de 1971 (cuando el Deportivo Italia derrotó en el estadio Maracaná de Río de Janeiro al Fluminense, campeón de Brasil). También obtuvo tres veces la Copa Venezuela: en 1961, 1962 y 1970 (y fue segundo en 1976).
La época de los años 60 fue la dorada para los Azules, pues se consagraron campeones nacionales en 1961, 1963 y 1966. El cuarto cetro para el Italia llegaría en 1972 (junto con las tres victorias en la Copa Venezuela). El Italia fue también subcampeón en 1965, 1968, 1969, 1970 y 1971. Prácticamente, entre 1961 y 1972, todos los años el Deportivo Italia de Mino y Pompeo D'Ambrosio obtuvo un galardón (o un resultado sobresaliente en la Copa Libertadores).
Además - en esos años de la «gestión D'Ambrosio» - el Italia ganó en torneos amistosos algunos equipos europeos de la talla del Milán de Italia (1968) y fue el primer equipo venezolano (de toda la historia del balompié de Venezuela) en pasar a la segunda ronda de la Copa Libertadores (1964). 
En 2001, la Federación Internacional de Historia y Estadística del Fútbol de la FIFA juzgó al Deportivo Italia (dirigido por los hermanos D'ambrosio) como el mejor equipo de fútbol venezolano del siglo XX. 